# Gento (toverlantaarn)
De gento (幻灯), in het Westen bekend als toverlantaarn, is een oude voorloper van de diaprojector. Hij verscheen begin 17de eeuw eerst in het Westen en werd in de 18de eeuw in Japan geïntroduceerd.
De gento werkt door handgeschilderde glazen plaatjes (Taneita, 種板) achter een lens met een felle lichtbron, zoals een kaarsvlam of olielamp, te belichten. Dit zorgt voor de projectie van het geschilderde plaatje.

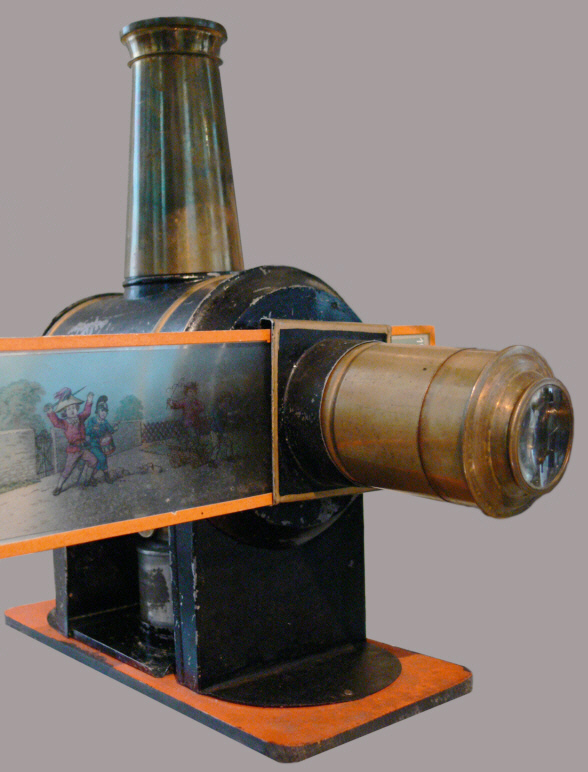
Een gento, oftewel toverlantaarn

## Geschiedenis

### De uitvinding van de toverlantaarn
Er is geen duidelijkheid wie de originele uitvinder is. Er bestaan verschillende theorieën, maar de algemeen aanvaarde theorie is dat de Nederlander Christiaan Huygens de originele toverlantaarn in 1650 heeft uitgevonden. Waarom en hoe hij hem uitvond is niet bekend. Naast Huygens worden er meerdere namen genoemd. De allereerste referentie naar de toverlantaarn wordt gemaakt door Giovanni Fontana in zijn boek Bellicorum instrumentum liber dat gepubliceerd werd circa 1420. Een illustratie in het boek beeld een man uit die een lamp of lantaarn vasthoudt, terwijl er op de muur een projectie van de duivel afgebeeld wordt. Andere bronnen vermelden de Duitse priester Athanasius Kircher in wiens boek Ars Magna Lucis et Umbrae een gelijkaardig apparaat dat projecties vertoont beschreven wordt. De Deense wiskundige Thomas Walgensten was de eerste die de term Laterna Magica gebruikte. Naast de technische en artistieke waarde van de toverlantaarn zag hij ook een grote economische potentie in de uitvinding. Samen met John Reeves, een opticien uit Londen, was hij een van de eersten die de lantaarns verkocht in Europa. Zo is in het dagboek van een van de klanten van Reeves te lezen:
Comes by agreement Mr Reeves, bringing me a lanthorn, with pictures on glass, to make strange things appear on a wall, very pretty.— Balthasar de Monconys, 17 Mei 1663
In het westen werd de lantaarn aanvankelijk gebruikt voor het geven van shows en demonstraties. Horrorshows genaamd phantasmagoriashows waren enorm populair bij het publiek. Hierbij werden er verschillende projecties van demonen en geesten geprojecteerd om het publiek te laten schrikken. De lantaarns zelf werden verstopt achter muren of doeken om de indruk van magie te wekken. In de 18e eeuw werden de lantaarns ook gebruikt voor religieuze doeleinden, zoals "doden laten herrijzen" door geesten op rook te projecteren. Dit ging soms zo ver dat entertainers zichzelf op het podium dood schoten nadat ze aan het publiek hadden beloofd zichzelf te laten herrijzen.

### Introductie van de gento in Japan
De toverlantaarn werd in de 18e eeuw in Japan geïntroduceerd door Nederlanders die handel dreven op het eiland Dejima, dat als handelspost werd gebruikt van 1641 tot 1853. De Japanners noemden de lantaarn de gento, wat vrij vertaald "spooklicht" betekent. Net zoals in het westen werd de gento vooral gebruikt voor visueel vermaak. De eerste vormen hiervan waren schaduwspelen die met verschillende middelen werden gecreëerd, zoals door het gebruik van handen (tekagee) of met poppen (kageeshibai). Deze schaduwspelen zijn in Japan nooit een grote vorm van theater geworden, in tegenstelling tot het Wayang Kulit in Java. Dit is tevens ook het grootste verschil tussen het gebruik van de lantaarn in het westen en in Japan tijdens de introductie. De gento werd in Japan rond die tijd vooral als simpele vorm van vermaak gebruikt, zoals tijdens privédiners, in verschillende plezier districten en tijdens boottochten in de zomer. Op straat werden er zogenaamde "karakuri" uitgevoerd. Dit waren kleine "mechanische trucjes" die met behulp van de gento uitgevoerd werden om de aandacht van voorbijgangers te trekken. In het westen werd het de toverlantaarn meer voor voorstellingen in grote zalen gebruikt.

### Evolutie

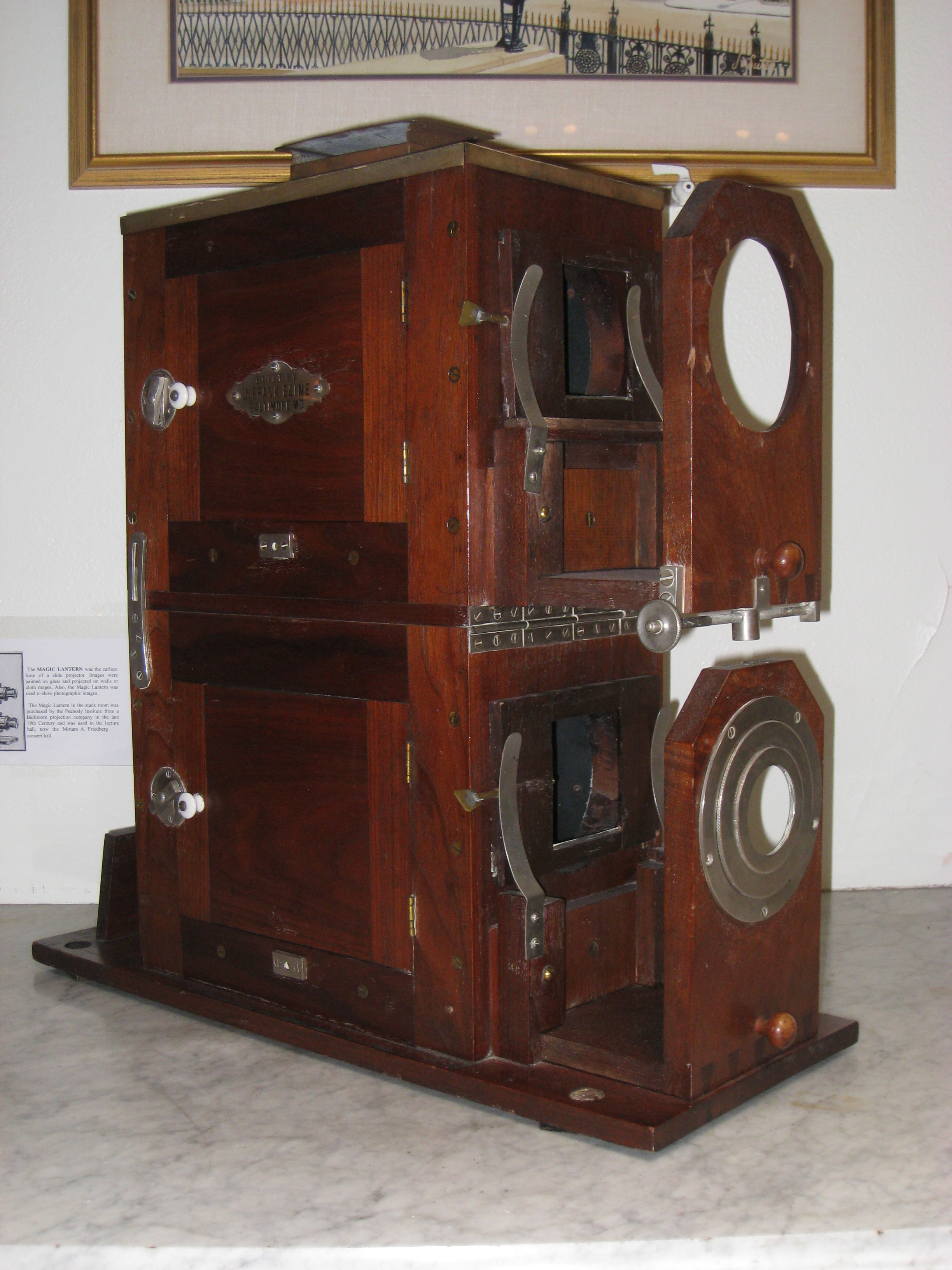
Een toverlantaarn met 2 lenzen boven elkaar.

De toverlantaarn evolueerde in het midden van de 18e eeuw in twee verschillende richtingen. In het westen werd hij steeds meer gebruikt voor educatieve en wetenschappelijke doeleinden. Zo reisden wetenschappers door Europa en Amerika om in afgelegen dorpen het belang van hygiëne weer te geven en werden er in universiteiten tijdens lezingen projecties getoond van microscopische beelden. Ook de lamp evolueerde. Gento werden uit metaal geproduceerd en sommige modellen gebruikten meerdere lenzen boven elkaar. Dit alles zorgde ervoor dat de lantaarns soms meer dan 5 kg wogen en wieltjes nodig hadden om verplaatst te kunnen worden. De taneita veranderden mee. Door het nieuwe gebruik van de gento werden er hoofdzakelijk statische beelden geprojecteerd. Deze taneita werden vanaf toen met een ijzeren frame gemaakt, om stevigheid en houdbaarheid te garanderen. Toen de fotocamera zijn intrede deed in het dagelijkse leven konden deze foto's verwerkt worden in de taneita en dus geprojecteerd worden. Soms werden foto's nog handmatig ingekleurd om gekleurde projecties te creëren.
In Japan werd de gento steeds belangrijker in de entertainmentwereld. Zo ontstond er een nieuwe vorm van vermaak genaamd utsushi-e. Dit kan worden vergeleken met phantasmagoriashows, maar in plaats van horrorverhalen werden er vaak traditionele verhalen verteld. Deze verhalen kwamen vaak uit het kabuki- of het bunraku-theater. Utsushi-e werd ook als dynamischer dan phantasmagoria beschouwd. Zo waren snelheid en wendbaarheid belangrijke punten voor zij die die de gento bedienden. Om het apparaat lichter en praktischer te maken werden ze van lichter Paulowniahout gemaakt, een lichte, drukvaste houtsoort die in Japan als edel wordt beschouwd, en niet zoals die in het westen van metaal. Ook werden ze kleiner gemaakt, zodat utsushi-e-acteurs de lantaarns gemakkelijker konden bewegen. De taneita veranderden mee mee. Alhoewel de afbeeldingen nog steeds handgeschilderd werden en de frames nog steeds van hout waren, werden er verschillende trucjes toegevoegd zodat men de illusie van beweging kon creëren. Door bijvoorbeeld touwtjes kon men een taneita snel verwijderen, of door een stuk zwart textiel kon de afbeelding voor het publiek verdwijnen en verschijnen. Door de jaren heen hebben er verschillende praktische aanpassingen plaatsgevonden, zoals het vervangen van de kaarsvlam of olielamp door de gloeilamp. Later werden de gento zelfs voor commerciële doeleinden geproduceerd en kochten vele rijke gezinnen ze als vermaakt.
Tijdens de Meijiperiode werd de westerse variant, de toverlantaarn, in 1874 in Japan geïntroduceerd door Tejima Seiichi, die in Amerika had gestudeerd. Om het onderscheid tussen de technisch geavanceerde toverlantaarn en de houten gento gemakkelijker te maken werd de westerse variant voortaan de gento genoemd en de houten lantaarns uit utsushi-e de furo. Deze werden zo genoemd omdat de houten variant op een Japans bad uit die tijd leek. Deze baden waren diep, klein, van hout gemaakt en water- en hittebestendig. De nieuwe gento werden, zoals in het westen, hoofdzakelijk voor educatieve en wetenschappelijke doeleinden gebruikt. Er bestond zelfs een plan van het toenmalige ministerie van onderwijs om elke school in Japan van een gento te voorzien. Dit plan werd later door geldgebrek afgekeurd. Vanaf 1890 begon Japan zelf met het produceren van de nieuwe gento en de bijbehorende wetenschappelijke taneita. Omdat de gento en de furo voor verschillende doeleinden werden gebruikt, bestond er geen concurrentie tussen de twee markten, maar complementeerden ze elkaar. De gento excelleerde op het gebied van geschiedenis, geografie en educatie en stond voor rationaliteit en onderwijs. De furo werd daarentegen geassocieerd met publiek vermaak, spektakel, religieuze verhalen en amusement.

### Ondergang
De gento en de furo genoten beiden van grote populariteit in het dagelijkse leven. Deze populariteit verzwakte echter vanaf 28 december 1895, toen de gebroeders Lumière met de cinématographe hun eerste films vertoonde in "Salon indien du Grand Café" aan de Boulevard des Capucines in Parijs. Vanaf de geboorte van de film kregen de gento en de furo een tweede plaats in de maatschappij. Ze werden snel vervangen door verschillende nieuwe uitvindingen, zoals de kinetoscoop en de cinématographe. Ze werden enkel nog gebruikt voor educatie en de verspreiding van religie en later opgevolgd door de diaprojector.
Ook de furo en de bijbehorende entertainmentvorm utsushi-e moesten plaats maken voor de opkomst van film. Utsushi-e heeft zich niet verder kunnen ontwikkelen tot een nieuw genre van entertainment, maar is langzaam uit het dagelijkse leven verdwenen. Dit komt mede door het feit dat men zich in die tijd aangetrokken voelde tot de "magie" van bewegende beelden en er weinig bewondering was voor de kunst van utsushi-e zelf. Omdat utsushi-e vermaak was voor het gewone volk en niet uitgevoerd werd op grote schaal bleef er uiteindelijk ook weinig archiefmateriaal over. Het merendeel van de furo en de taneita zijn verloren gegaan in de grote Kanto aardbeving van 1923.

## Werking

### De lantaarn

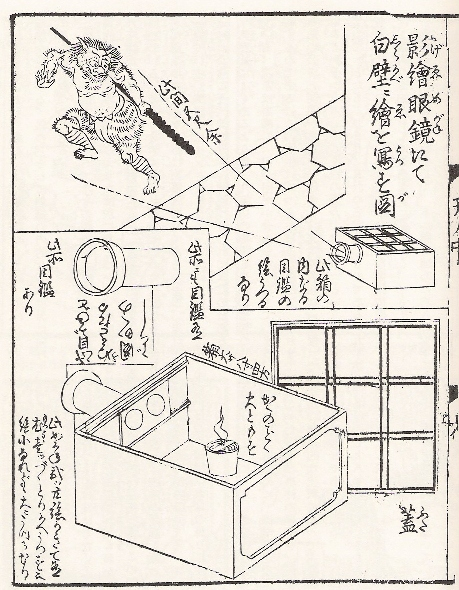
De werking en binnenkant van een furo.

De gento werkt door een gebogen spiegel achter een lichtbron te plaatsen, die ervoor zorgt dat er zoveel mogelijk licht door de taneita gaat, die zich in een sleuf vlak achter de lens bevindt. Vervolgens komt het licht door de lens waarna de afbeelding op een vlakke oppervlakte, vaak een muur of een doek, geprojecteerd wordt. Buiten zonlicht waren er in Japan rond de 18e eeuw weinig alternatieven die als lichtbron konden fungeren. De twee meest voorkomende waren kaarsen en olielampen. De furo werkt op dezelfde manier als de gento. Ook voor de furo was het gebruik van kaarsen en olielampen geen probleem, omdat het hout van de furo drukvast was en dus minder snel warm werd. Hierdoor was het voor utsushi-e-acteurs mogelijk om de furo de hele show lang vast te blijven houden zonder brandwonden op te lopen.
Later werd een systeem bedacht dat twee lenzen op een lantaarn te bevestigde. Deze nieuwere modellen worden ook wel biunial lanterns genoemd. De twee lenzen werden los van elkaar gebruikt en konden zo ieder een eigen beeld projecteren. Met deze lantaarns kon men nieuwe technieken, zoals fades en dissolves, implementeren. Dit zijn technieken waarbij de ene projectie langzaam in de volgende verandert. Met behulp van de latere triunial lantern, drie lenzen op een lantaarn, kon men deze nieuwe technieken perfectioneren. Zo kon de ene lens bijvoorbeeld een groen landschap projecteren, terwijl de tweede lens sneeuw laat verschijnen boven op de eerste projectie en de derde lens vervolgens het besneeuwde landschap projecteert.

### De taneita
De taneita is een houten frame met een glazen plaatje waar de geprojecteerde afbeelding op staat. Voor de taneita van de gento werden de houten frames later vervangen door ijzeren frames. De frames van de furo werden daarentegen van lichter hout gemaakt. Er bestonden verschillende technieken om de afbeeldingen op de glazen plaatjes weer te geven. De populairste waren de handgeschilderde taneita, decalcomanie en diapositieven.

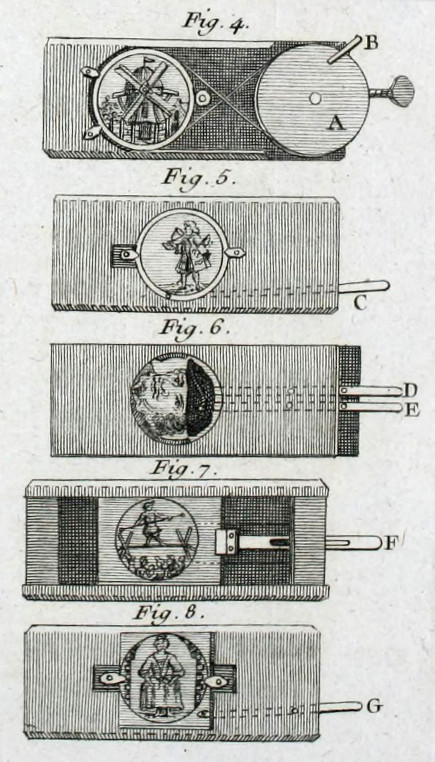
Voorbeelden van mechanische taneita

#### Handgeschilderde taneita
Vanaf het ontstaan van de gento was het schilderen van afbeeldingen de enige manier om taneita te maken. Als onderlaag werd voornamelijk glas gebruikt, maar er werd ook op geolied papier geschilderd. In het begin schilderde men enkel schaduwbeelden met zwarte verf, maar later begon men ook kleur te gebruiken. Een nadeel hiervan was dat de kleuren transparant moesten zijn om het licht door te kunnen laten, waardoor niet alle kleuren gebruikt konden worden. Vervolgens werd er over de verf een laagje transparante lak aangebracht. Later werd hiervoor een tweede glas, een dekglas, gebruikt. De plaatjes werden vaak door degene die de gento opereerde gemaakt. Later werd het een vak op zich: kunstschilders werden speciaal opgeleid voor het vervaardigen van plaatjes bij gespecialiseerde bedrijven. Deze schilderingen werden niet als kunstzinnige uiting beschouwd en dus nooit door een schilder gesigneerd.

#### Decalcomanie
Decalcomanie is een methode waarbij gespiegelde afbeeldingen als een soort van sticker op de glazen plaatjes worden gedrukt. Dit maakte reproductie mogelijk. De techniek werd voor het eerst gebruikt bij het versieren van porselein. In het begin werden alleen de contouren afgedrukt en werd de afbeelding met de hand ingekleurd. Later, na de uitvinding van de lithografie, werd het ook mogelijk om kleuren af te drukken. Dit zorgde ervoor dat afbeeldingen veel gedetailleerder werden. In dezelfde periode ontstonden ook de mechanische taneita, waarbij men met een hendeltje de plaatjes liet bewegen.

#### Diapositieven
Dit is een later ontwikkelde techniek die met hetzelfde principe werkt als de moderne dia. Van een origineel fotonegatief wordt in een speciale gelatine een reliëf gemaakt. Dit reliëf wordt vervolgens onder een loden plaat geperst om een mal te produceren. De diapositieven werden in zwart-wit, beits- of sepia kleuren geproduceerd. Ook werden ze met transparante verf handmatig ingekleurd. De techniek werd pas na de Meiji-restauratie gebruikt in Japan, vooral voor educatieve en wetenschappelijke doeleinden. In deze periode besteedde men weinig aandacht aan originaliteit en auteursrecht. Vrijwel alles wat voor publicatie in boeken, tijdschriften of kranten in aanmerking kwam was geschikt als onderwerp voor een taneita.

#### Utsushi-e taneita
In tegenstelling tot de gento-taneita, werden de taneita voor de furo nog steeds met een houten frame gemaakt. In utsushi-e werden de taneita bijna alleen maar met de hand geproduceerd en geschilderd en werd en decalcomanie en diapositieven nauwelijks toegepast. Omdat men in Japan achterliep op technische modernisering die het westen kende, was er geen mogelijkheid om een sterkere lichtbron in de furo te gebruiken. Om de afbeeldingen toch duidelijk te projecteren schilderde men de overgebleven ruimte rond de geschilderde figuren zwart. Hierdoor werd het licht tegengehouden en ging er meer licht door de beschildering. Later werden er ook masking slides gebruikt. Deze werden boven op de taneita gelegd om delen van projectie te verbergen. Als de persoon die de gento bediende de masking slide verwijderde kwamen de verborgen delen tevoorschijn en kreeg men een kleine animatie.

## Gebruik

### Utsushi-e
Na de introductie van de gento in Japan ontstond er een nieuwe vorm van vermaak, genaamd utsushi-e, wat letterlijk vertaald "afbeelding overbrengen" betekent. Kameya Kumakichi, een professionele kimonomaker die in zijn vrije tijd Rakugo beoefende, bedacht deze vorm van entertainment nadat hij een demonstratie van de gento had gezien. Hij kreeg het idee om zijn talent van rakugo te combineren met de mogelijkheden van de gento, in de vorm van gekleurde afbeeldingen die dynamisch over een doek bewogen, terwijl een traditionele zanger of verteller verhalen vertelde over liefde en haat, tragedies, of nobele samurai. Deze verhalen werden weer ondersteund door traditionele Japanse muziekinstrumenten, zoals een shamisen. Een utsushi-e show werd meestal door een groep van 8 mensen uitgevoerd, waaronder muzikanten en een verteller. Om achtergronden te projecteren werden er meestal 2 of 3 gento op een statief geplaatst. De acteurs die de karakters projecteerden bewogen met de gento achter het doek. De muzikanten en verteller bevonden zich naast het doek. Deze doeken waar men op projecteerde werden van dun, sterk en half transparant Japans papier gemaakt om projectie mogelijk te maken. Kumakichi, die later de artiestennaam Miyakoya Toraku gebruikte, vertoonde zijn eerste show in Kagurazaka Tokio en trok hiermee veel aandacht bij het artistieke publiek. Enkele jaren later begon men de utsushi-e gento van lichter hout te produceren. Na de introductie van de westerse variant werd deze houten utsushi-e gento hernoemd tot de furo.
De voorstellingen die men speelde waren voornamelijk overgenomen van andere theatervormen zoals kabuki en bunraku. Naast deze traditionele titels werden er ook vaak lokale verhalen en sprookjes verteld. Tijdens de zomermaanden was het gebruikelijk voor rondreizende handelaars om in de verschillende dorpen die ze passeerden een avondshow te geven. Zo'n show bestond meestal uit een traditionele titel, of een lokaal verhaal, en ook korte karakuri-shows om verschillende trucs te laten zien. Een van deze karakuri-shows was "Hana-mono" (花物). Tijdens deze show veranderde een bloemknop in een prachtige bloem of een boom veranderde van lentegroen naar herfstrood.

#### Traditionele titels
Honpuku
Oguri Hangan Masakiyo was de zoon van een rijke man en was het geschenk van een god aan zijn vader. Hij wordt verliefd op prinses Terute en besluit tegen de wil van haar clan in met haar te trouwen. Hij wordt vergiftigd en belandt in de onderwereld. De god van de onderwereld heeft zoveel medelijden met hem dat hij Masakiyo met een ziekte terug naar de normale wereld stuurt.
Kuzunoha
Dit is een stuk uit een populaire Japanse legende. In de Japanse tradities worden vossen gezien als nobele dieren, die magische krachten hebben om van gedaante te veranderen. Een man genaamd Yasuna redt een vos genaamd Kuzunoha in een bos. De vos verandert in een jonge vrouw en bezoekt later de man om haar dankbaarheid te tonen. Yasuna en Kuzunoha worden verliefd op elkaar en krijgen samen een zoon. Op een dag onthult ze per ongeluk dat ze eigenlijk de vos is en vlucht het bos in. De jonge zoon mist zijn moeder en huilt voor melk. Yasuna besluit het bos in te gaan met zijn zoon op zijn rug. Een beeldschone vos verschijnt in het maanlicht en zegt dat ze haar zoon en echtgenoot mist, maar ze weet dat ze niet langer bij hen kan blijven.
Kanjincho
Deze titel is een populair kabukistuk, dat later voor utsushi-e aangepast werd. Minamoto no Yoshitsune wordt achtervolgd door zijn broer Minamoto no Yoritomo, de huidige Shogun van de kamakuraperiode. Yoshitsune en zijn volgers, waaronder de krijger en monnik Benkei, zijn in het geheim op weg naar het noorden en hebben zichzelf verkleed als een groep monniken. Wanneer ze bij de grens aankomen wordt Yoshitsune herkend door de wachter Togashi, die Yoshitsune al eens eerder heeft ontmoet. Togashi heeft veel respect voor Yoshitsune en weet uiteindelijk niet of hij hem kan verraden.

### Onderwijs en propaganda

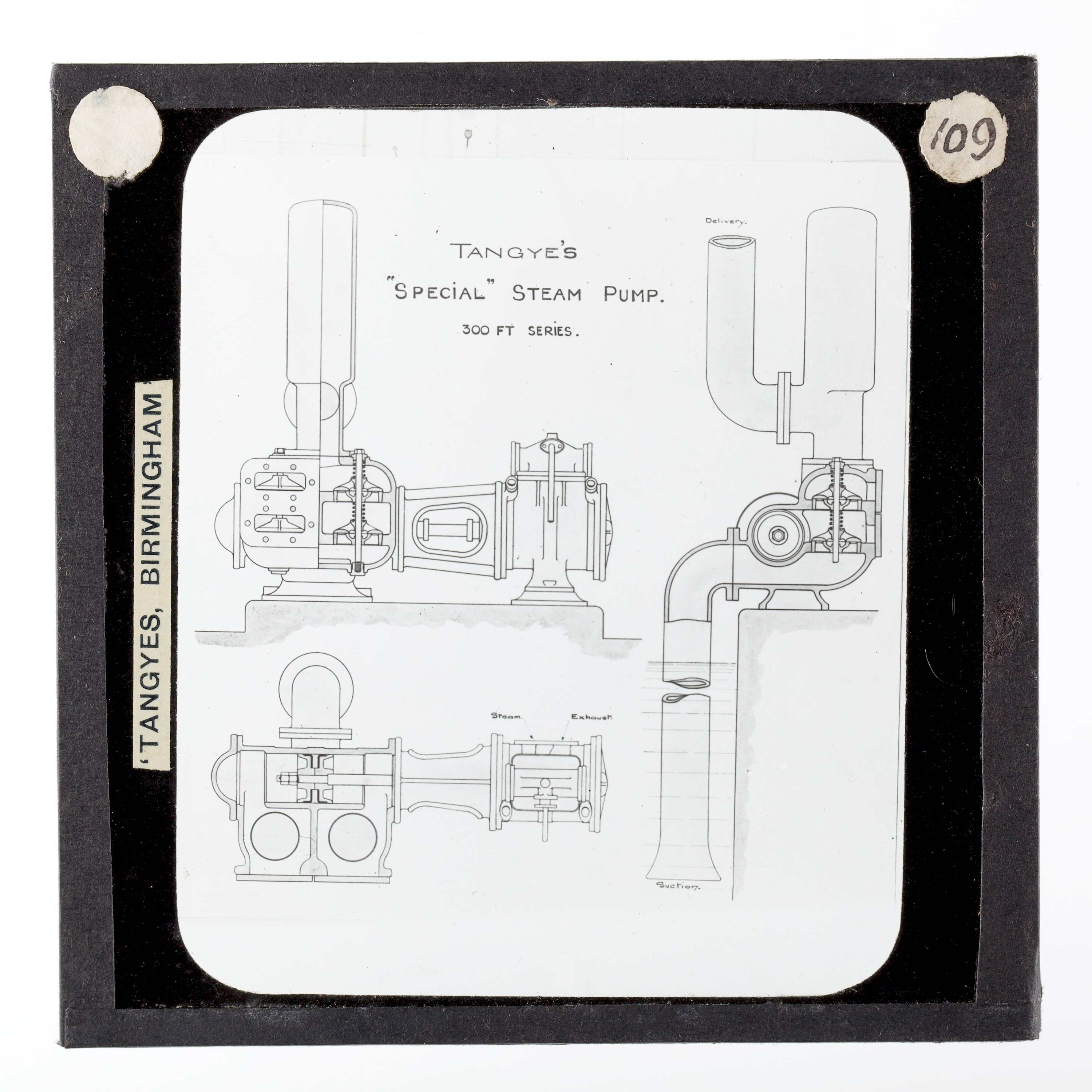
Een taneita die de werking van een stoompomp van het merk Tangye uitlegt

Tijdens de Meiji-periode werd goed onderwijs steeds belangrijker in het moderne leven. In deze periode gebeurde de (her)introductie van de westerse gento, die een belangrijke rol zou spelen in de verbetering van het onderwijs. Wetenschappers en rondtrekkende entertainers reisden naar afgelegen dorpen om uitleg te geven over hygiëne. Afbeeldingen van ziektes en andere gruwelen werden geprojecteerd, om zo het belang van hygiëne op een schokkende manier over te brengen. Niet alleen ziekten, maar ook het Ainuvolk en buitenlanders kwamen vaak aan bod. In universitaire colleges kon men door de projectie van de verschillende stadia gemakkelijk de evolutie van planten en dieren weergeven. Ook kon men met de nieuwe mechanische taneita de relatie tussen de beweging van de zon, aarde, sterren en de maan uitleggen. Ook tempels en monniken maakten gebruik van de gento. Zo schreven ze met inkt gezegden, regels of geboden op de taneita om deze te projecteren.
Tijdens de eerste Sino-Japanse Oorlog (1894-1895) en de Russisch-Japanse Oorlog (1904-1905) begon men de gento te gebruiken als nieuwsmedium voor propaganda. Dit werd mede ingegeven door het feit dat de benodigde taneita snel en gemakkelijk geproduceerd konden worden. Opnieuw verspreidde men deze in dorpen om de heroïsche verhalen van het "almachtige" Japanse leger te vertellen. Vaak werden er projecties getoond van Japanse soldaten die om hun levens vochten. Niet enkel heroïsche verhalen, maar ook serieuzere onderwerpen, zoals de onderhandelingen over de verdragen van Shimonoseki en Portsmouth, werden getoond. Ook hier werden de tegenstanders soms lager in stand afgebeeld dan de Japanners.
Naast propaganda werd de gento tijdens de oorlog ook gebruikt als telecommunicatie-apparaat, vaak in situaties waarin telegrammen onbetrouwbaar of onbruikbaar waren. Er werd een boodschap op een stuk microfilm geschreven en per duif verstuurd. Wanneer de duif op de plaats van bestemming was aangekomen werd het stuk microfilm op een glazen plaatje gelegd, waarna het geprojecteerd en gelezen kon worden. Dit was na telegrafie het snelste communicatiemiddel tijdens de oorlog.

## De gento vandaag de dag
Na de opkomst van film en diaprojectors werd de productie van de gento zowel in Japan als de toverlantaarn in het westen stopgezet. Deze nieuwe technologieën namen zijn populariteit snel over. Tegenwoordig worden afbeeldingen van gento vaak als "diaprojector" of "oude filmcamera" herkend. Vanaf 1960 herbeleefde hij zijn glorie dankzij kenners en verzamelaars. Over de hele wereld werden er verenigingen opgericht door deze enthousiasten, die de kunst en magie van de gento probeerden terug te brengen. Ook verschenen authentieke gento en taneita nu op veilingen.
Utsushi-e, wat na de komst van film ook verdween, beleefde een hergeboorte. Het gezelschap Minwa-za creëerde furo en utsushi-e taneita op een moderne manier om zo het originele utsushi-e terug tot leven te brengen. Het gezelschap ontstond in 1978 en werd opgericht door Fumio Yamagata. Hun eerste eerste vertoning was in 1993. Ze voeren wereldwijd verschillende traditioneel Japanse titels op en geven workshops over hoe furo en tanteita gemaakt kunnen worden.